# Coniocleonus nigrosuturatus
Espèce
Coniocleonus nigrosuturatus est une espèce de coléoptères de la famille des Curculionidae et du genre Coniocleonus.

## Biologie
La plante hôte de ce charançon est Erodium cicutarium. La partie de la plante attaquée est le système racinaire et la nymphose est réalisée dans un cocon de terre. 

## Classification
Le nom valide complet (avec auteur) de ce taxon est Coniocleonus nigrosuturatus (Goeze, 1777).
L'espèce a été initialement classée dans le genre Curculio sous le protonyme Curculio nigrosuturatus J.A.E.Goeze, 1777.
Coniocleonus nigrosuturatus a pour synonymes :
- Cleonus leucomelas Fåhraeus, 1842
- Coniocleonus albirostris Chevrolat, 1873
- Curculio nigrosuturatus J.A.E.Goeze, 1777
- Curculio obliquus J.C.Fabricius, 1792
- Curculio paraplecticus E.L.Geoffroy, 1785
- Epimeces obliquus (J.C.Fabricius, 1792)